# Ryan O’Donohue
Ryan Sean O’Donohue (* 26. April 1984 in Pomona, Kalifornien) ist ein US-amerikanischer Schauspieler und Synchronsprecher, der durch Auftritte in Disney-Projekten bekannt wurde.

## Leben
O’Donohue wurde 1984 in Pomona im Los Angeles County geboren. Er ist der Sohn von Sean Patrick O’Donohue. Im Alter von neun Jahren begann er mit den Schauspielern und hatte die Rolle des Zeke Byrd in der Serie Byrds of Paradise. Er synchronisierte auch zwei Figuren in der Serie Disneys Große Pause, z. B. die Petze Randall, Buddler Dave und noch einige Disney-Figuren. Er ist seit Juni 2004 mit Veronica Faye Dean verheiratet und hat seit Dezember 2004 eine Tochter mit ihr.

## Filmographie
- 1994: Byrds of Paradise
- 1998: Familie Robinson aus Beverly Hills

## Synchronarbeiten (Auswahl)
- 1997–2001: Disneys Große Pause
- 2006: Kingdom Hearts II